# Charles Hope Kerr
Charles Hope Kerr (1860-1944), né de parents abolitionnistes, lui-même végétarien et unitarien, fonde à Chicago la Charles H. Kerr Publishing Company en 1886, juste avant le Massacre de Haymarket Square, initialement pour promouvoir ses idées dans le domaine végétarien et unitarien. Au fil des années sa maison d'édition devient un leader dans le secteur de la publication socialiste, anarchiste et wobbly. Kerr est célèbre pour sa traduction en anglais de L'Internationale ; sa version devient celle chantée aux États-Unis (une autre traduction est entonnée en Grande-Bretagne et en Irlande). La traduction de Kerr a été largement diffusée dans le Little Red Songbook, recueil de chants militants du syndicat américain Industrial Workers of the World.